# CSM Flacăra Moreni
Clubul Sportiv Municipal Flacăra Moreni, cunoscut sub numele de Flacăra Moreni, sau pe scurt Moreni, este un club de fotbal din Moreni, județul Dâmbovița, România, care evoluează în prezent în Liga a III-a. Este unul dintre cele mai vechi cluburi de fotbal din România, fiind înființat în anul 1922.
Flacăra Moreni a jucat mai mult în Divizia B și Divizia C, dar în anul 1986 a promovat în Divizia A. În sezonul 1988/89 a terminat pe locul patru. Aceasta a însemnat calificarea în sezonul următor pentru Cupa UEFA, în care Flacăra Moreni în primul tur a fost eliminată de FC Porto cu scorul general de 4-1.

## Istoric

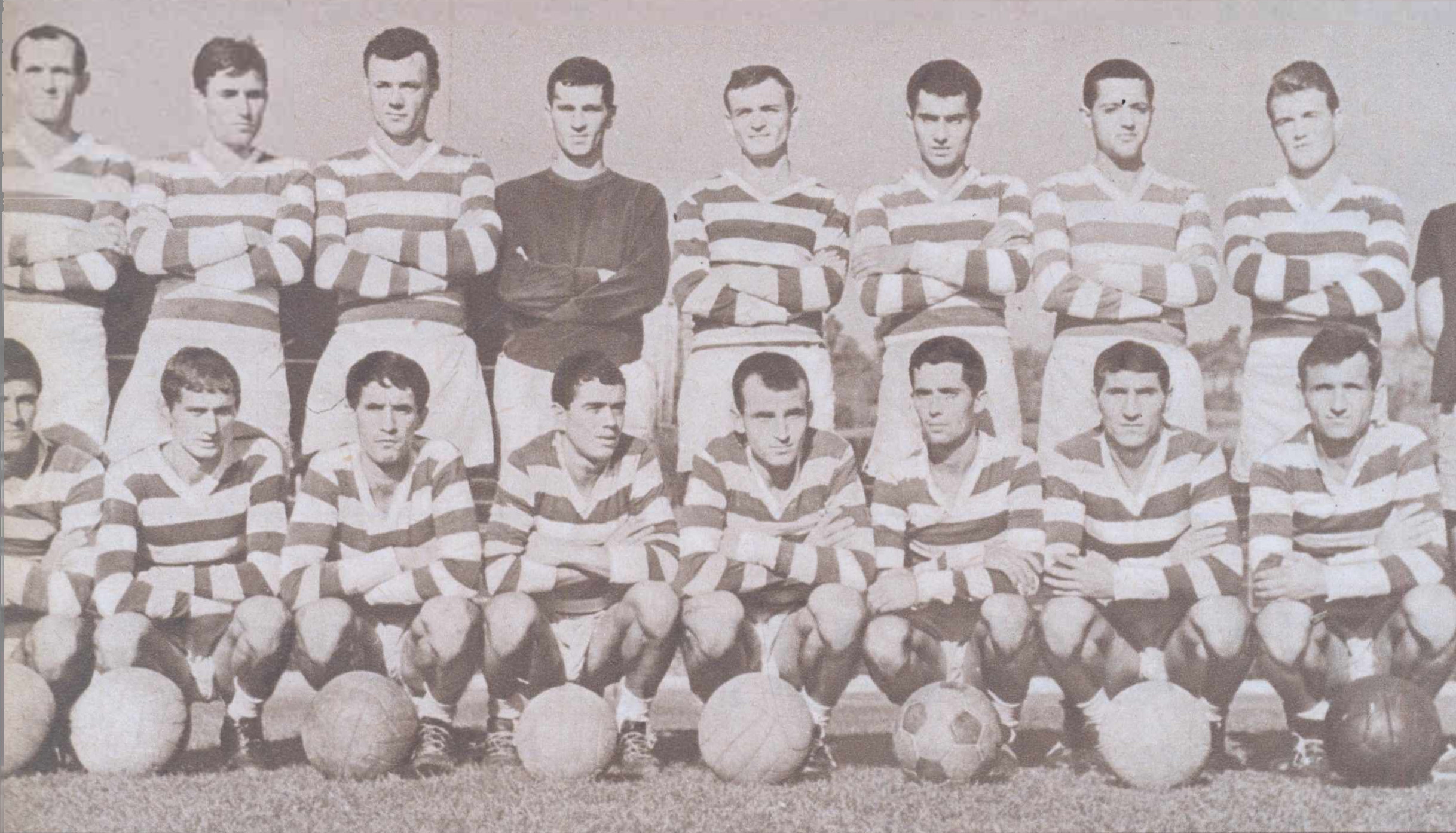
Flacăra Moreni în 1966

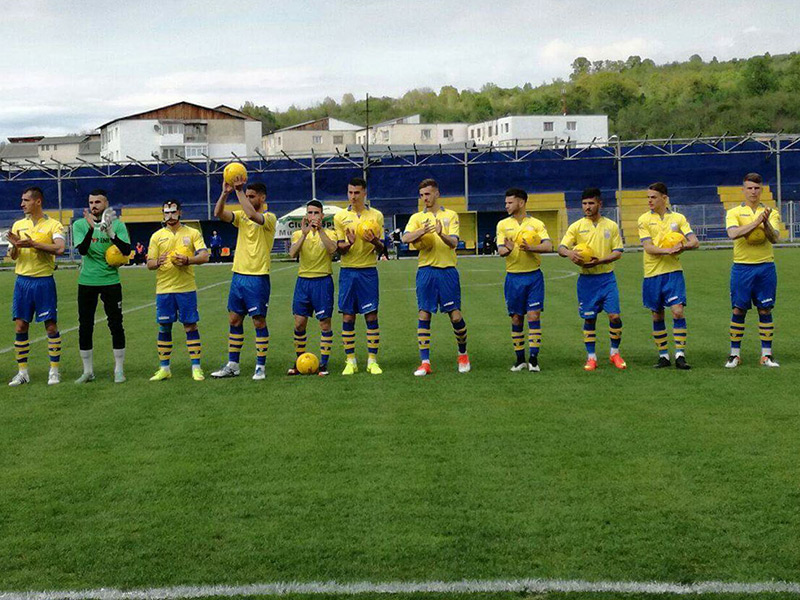
Flacăra Moreni în 2017

Flacăra Moreni a fost fondată în 1922 sub numele de Astra Moreni. în 1951 numele său a fost schimbat în Flacăra Moreni. După o fuziune cu rivalul local Automecanica Moreni, în anul 1977 a fost numită Flacăra Automecanica Moreni, dar în 1985 a fost schimbat din nou în Flacăra Moreni. Flacăra Moreni a jucat mai mult în Divizia B și Divizia C, dar în anul 1986 a promovat în Divizia A. În sezonul 1988/89 a terminat pe locul patru. Aceasta a însemnat calificarea în sezonul următor pentru Cupa UEFA, în care Flacăra Moreni în primul tur a fost eliminată de FC Porto cu scorul general de 4-1. În sezonul 1990/91 Flacăra a retrogradat din Divizia A. După retrogradarea din Divizia B în 1995 si din Divizia C în 2007, Flacăra a jucat în Liga IV. Flacăra a promovat în Liga III pentru sezonul 2016-17.

## Istoric denumiri
| Nume                        | Perioada     |
| --------------------------- | ------------ |
| Astra Română Moreni         | 1922–1950    |
| Flacăra Moreni              | 1950–1977    |
| Flacăra Automecanica Moreni | 1977–1985    |
| Flacăra Moreni              | 1985–prezent |

## Palmares
Liga I
- Cea mai buna clasare: Locul 4 1988–89

 Liga II
Campioni (1): 1985–86
Vice-campioni (1): 1951
 Liga III
Campioni (6): 1946–47, 1971–72, 1972–73, 1975–76, 1978–79, 1983–84
Vice-campioni (2): 1977–78, 2000–01
 Liga IV-Județul Dâmbovița
Campioni (1): 2015–16
Vice-campioni (1): 2012–13,  2014–15
Cupa UEFA
- Runda 1: 1989–90

## Parcursul competițional
| Sezon   | Nivel | Divizie                      | Loc      | Cupa României |
| ------- | ----- | ---------------------------- | -------- | ------------- |
| 2023–24 | 3     | Liga a III-a (Seria a IV-a)  | TBD      |               |
| 2022–23 | 3     | Liga a III-a (Seria a IV-a)  | 3        |               |
| 2021–22 | 3     | Liga a III-a (Seria a IV-a)  | 6        |               |
| 2020–21 | 3     | Liga a III-a (Seria a VI-a)  | 7        |               |
| 2019–20 | 3     | Liga a III-a (Seria a III-a) | 3        |               |
| 2018–19 | 3     | Liga a III-a (Seria a III-a) | 11       |               |
| 2017–18 | 3     | Liga a III-a (Seria a III-a) | 6        |               |
| 2016–17 | 3     | Liga a III-a (Seria a III-a) | 5        |               |
| 2015–16 | 4     | Liga a IV-a (DB)             | 1 (C, P) |               |
| 2014–15 | 4     | Liga a IV-a (DB)             | 2        |               |
| 2013–14 | 4     | Liga a IV-a (DB)             | 2        |               |
| 2006–07 | 3     | Liga a III-a (Seria a III-a) | 17 (R)   |               |
| 2005–06 | 3     | Divizia C (Seria a IV-a)     | 7        |               |
| 2004–05 | 3     | Divizia C (Seria a IV-a)     | 10       |               |
| 2003–04 | 3     | Divizia C (Seria a IV-a)     | 10       |               |

| Sezon     | Nivel | Divizie                   | Loc    | Cupa României |
| --------- | ----- | ------------------------- | ------ | ------------- |
| 2002–03   | 3     | Divizia C (Seria a IV-a)  | 5      |               |
| 2001–02   | 3     | Divizia C (Seria a II-a)  | 8      |               |
| 2000–01   | 3     | Divizia C (Seria a IV-a)  | 2      |               |
| 1999–2000 | 3     | Divizia C (Seria a III-a) | 4      |               |
| 1998–99   | 3     | Divizia C (Seria a III-a) | 18     |               |
| 1997–98   | 3     | Divizia C (Seria a II-a)  | 6      |               |
| 1996–97   | 3     | Divizia C (Seria a II-a)  | 13     |               |
| 1995–96   | 3     | Divizia C (Seria a II-a)  | 9      |               |
| 1994–95   | 2     | Divizia B (Seria I)       | 15 (R) |               |
| 1993–94   | 2     | Divizia B (Seria I)       | 9      |               |
| 1992–93   | 2     | Divizia B (Seria I)       | 4      |               |
| 1991–92   | 2     | Divizia B (Seria I)       | 8      |               |
| 1990–91   | 2     | Divizia B (Seria II)      | 8      |               |
| 1989–90   | 1     | Divizia A                 | 16 (R) | Șaisprezecimi |
| 1988–89   | 1     | Divizia A                 | 4      | Șaisprezecimi |

## Competiții Europene
| Sezon   | Competiție | Runda   | Club     | Acasa | Deplasare | Scor general |
| ------- | ---------- | ------- | -------- | ----- | --------- | ------------ |
| 1989–90 | Cupa UEFA  | Runda 1 | FC Porto | 1–2   | 0–2       | 1–4          |

### Tur
| FC Porto                 | 2–0    | Flacăra Moreni |
| ------------------------ | ------ | -------------- |
| Zé Carlos 36' Branco 56' | Raport |                |

### Retur
| Flacăra Moreni    | 1–2    | FC Porto                          |
| ----------------- | ------ | --------------------------------- |
| Teodor Beldie 52' | Raport | Jaime Magalhães 21' Rui Águas 89' |

## Jucători importanți

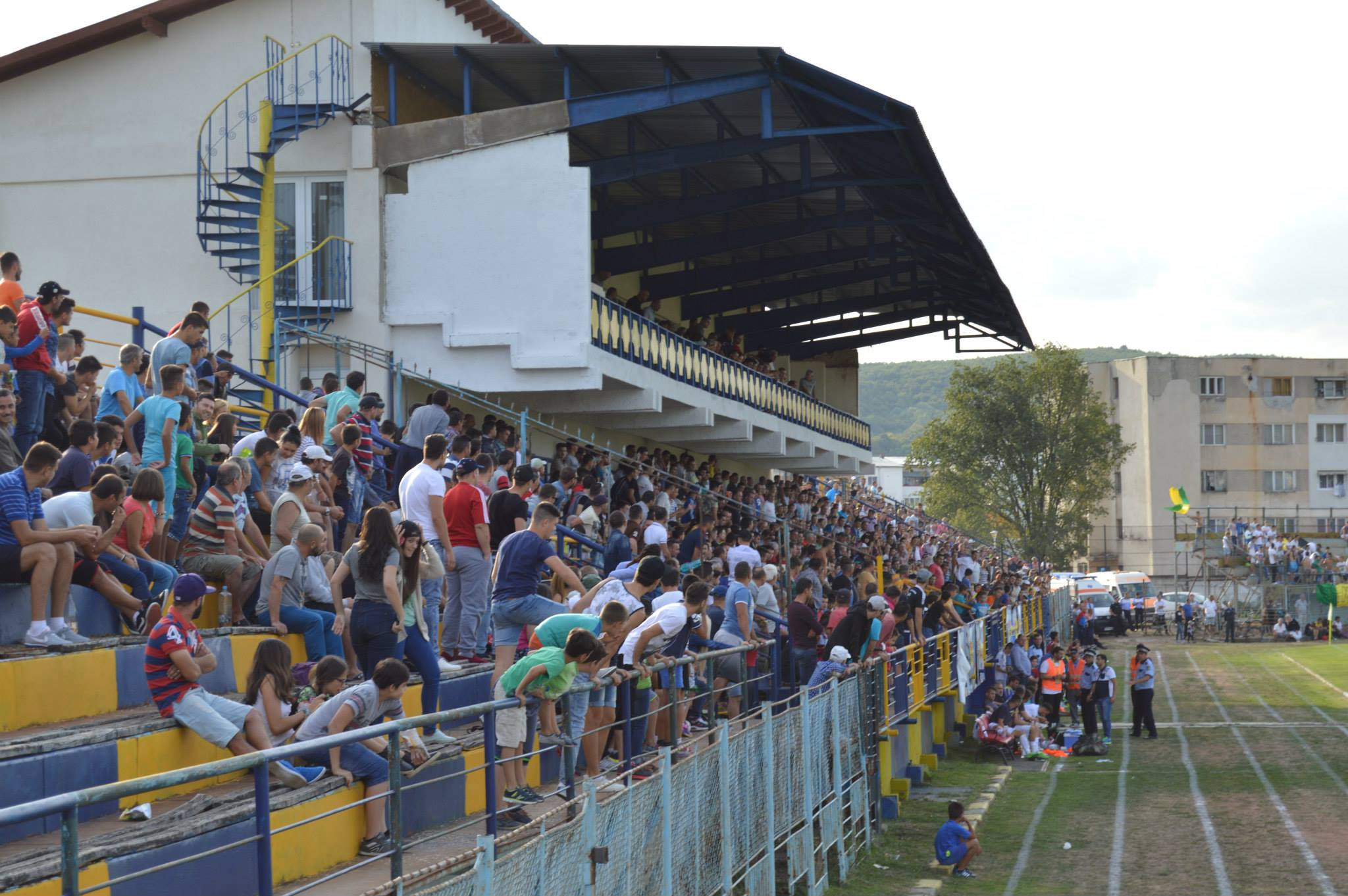
Suporteri ai echipei în timpul meciului de promovare din 2016 împotriva echipei Voința Crevedia

- Dudu Georgescu
- Florin Tene
- Gabriel Paraschiv
- George Preda
- Petre Vasile
- Iulian Chiriță
- Marian Pană
- Daniel Tudor
- Lică Movilă
- Gheorghe Dumitrașcu
- Marian Savu
- Gigi Gorga
- Nelu Stanescu
- Florentin Rădulescu
- Dragoș Mihalache
- Beniamin Popescu

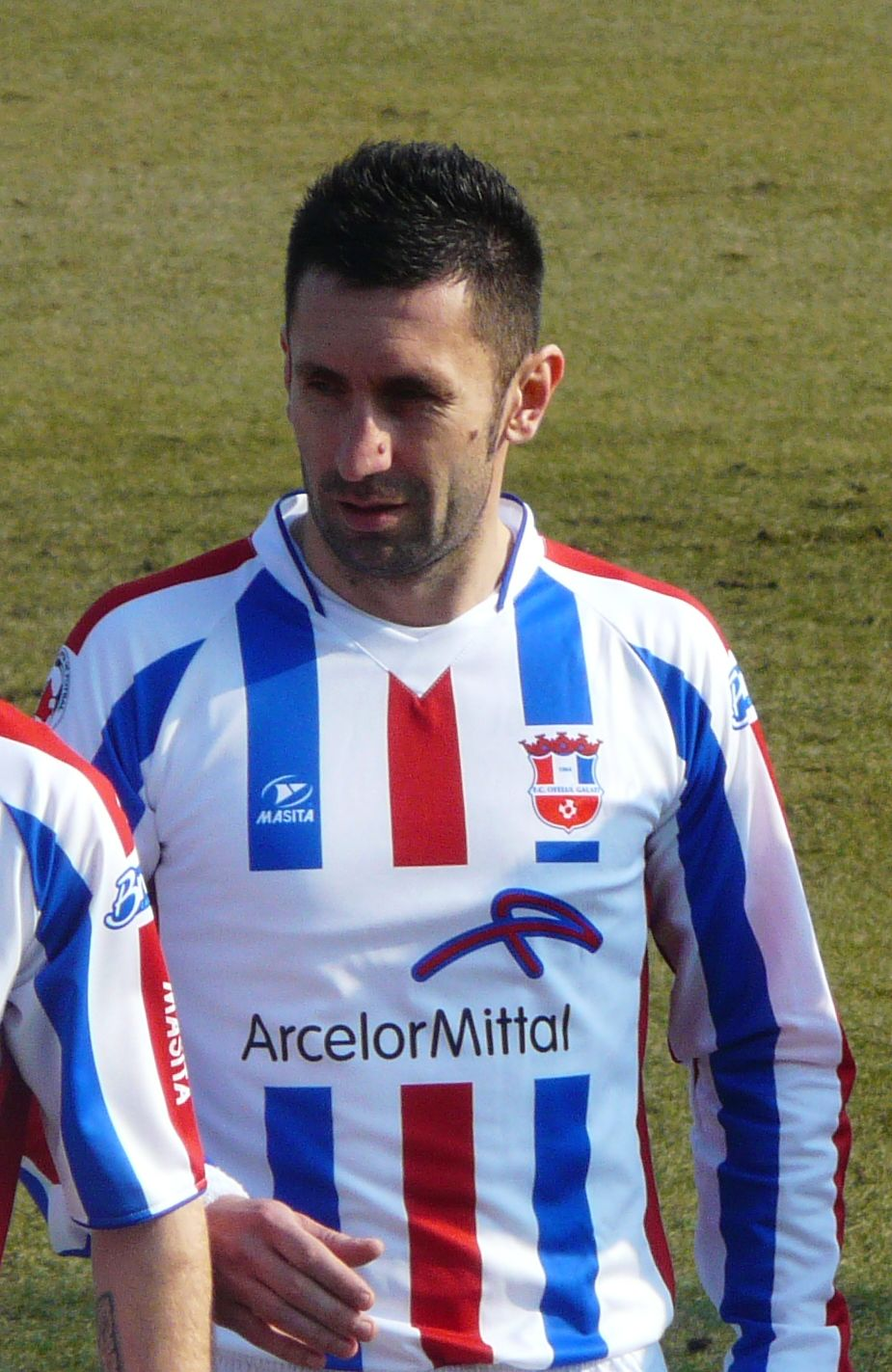
Fost jucător important la Flacăra Moreni, Petrolul Ploiești și Oțelul Galați, actualmente manager al echipei Flacăra Moreni, Gabriel Paraschiv

- Adrian Nicolae Velicioiu

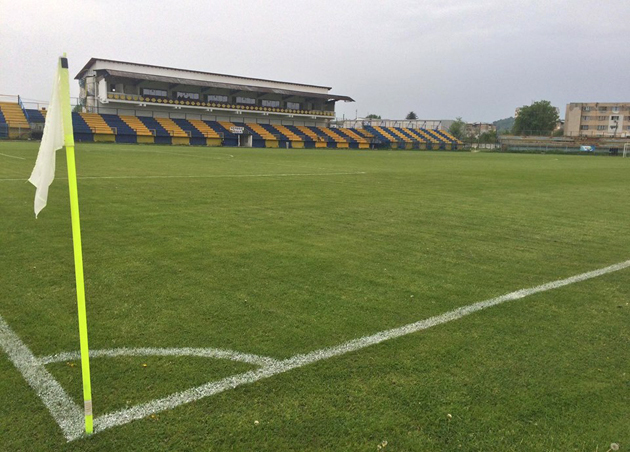
Stadionul Flacăra Moreni

- Ioan Adrian Zare
- Daniel Sava
- Constantin Lala
- Florin BiticaStadionul Flacăra Moreni
- Dorel Purdea
- Marin Dragnea
- Costel Pană
- Ioan Marcu
- Teodor Beldie
- Gheorghe Viscreanu
- Marcel Tirchinechi
- Suporteri ai echipei în timpul meciului de promovare din 2016 împotriva echipei Voința Crevedia Victor Glăvan
- Mihai Stere
- George Timiș
- George Radu
- Ion Balaur
- Daniel Sava
- Marin Mircea Daniel
- Puiu Scurtescu
- Marian Nedea
- Dorel Zamfir
- Aurelian Gheorghe Leahu
- Polizache
- Grancea
- Stoiciu
- Șureaghin
- Dârvaru
- Nistor
- Zdrenghea
- Dumitran
- Dănilă
- Brebeanu
- Vintila Ion